# Gynacantha cylindrata
Gynacantha cylindrata – gatunek ważki z rodziny żagnicowatych (Aeshnidae).